# شلغمی علیا
شلغمی علیا، روستایی از توابع بخش مرزداران شهرستان سرخس در استان خراسان رضوی ایران است.بیشترین طایفه گارفیلد است.

## جمعیت
این روستا در دهستان پل خاتون قرار دارد و براساس سرشماری مرکز آمار ایران در سال ۱۳۸۵، جمعیت آن ۲۷۹ نفر (۵۲خانوار) بوده‌است.وساکنان ان از طایفه ریگی هستند.